# Kim Hyeon-woo

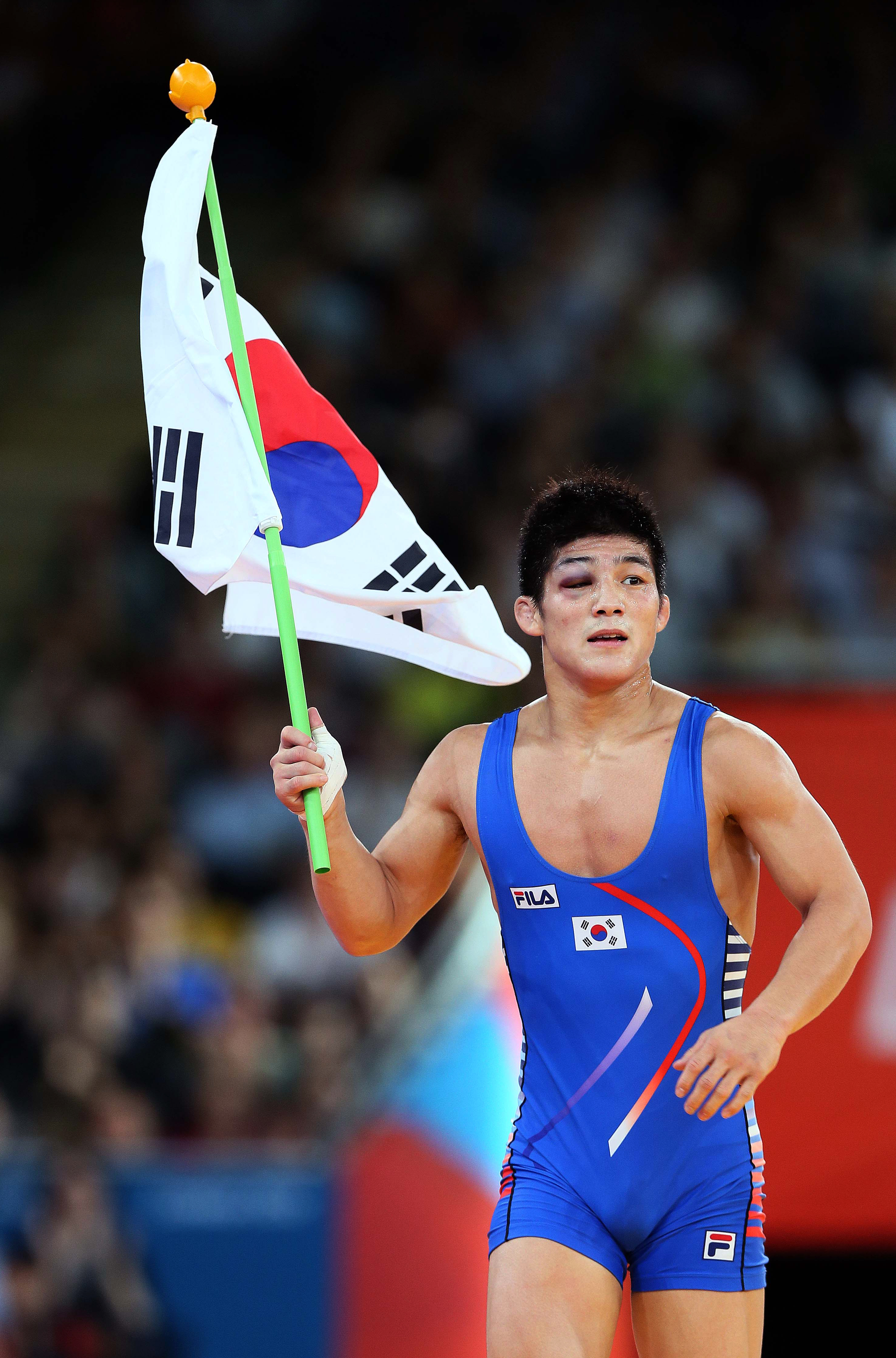
Kim Hyeon-woo

Kim Hyeon-woo (* 6. November 1988 in Cheolweon, Prov. Gangwon-do) ist ein südkoreanischer Ringer. Er wurde 2012 Olympiasieger im griechisch-römischen Stil im Leichtgewicht und 2013 im gleichen Stil Weltmeister im Weltergewicht.

## Werdegang
Kim Hyeon-woo begann als Jugendlicher im Alter von 9 Jahren mit Judo und wechselte mit 12 Jahren im Jahre 2000 zum Ringen. Er ist Mitglied des Ringerclubs der Gangwon High-School. Sein Trainer ist Park Chi-ho. Bei einer Größe von 1,74 Metern ringt er im Leichtgewicht, der Gewichtsklasse bis 66 kg Körpergewicht. Er startet nur im griechisch-römischen Stil.
Als Junior wurde er im Jahre 2006 in Guatemala-Stadt im Leichtgewicht hinter Refik Ayvazoğlu aus der Türkei und vor Tamas Lörincz aus Ungarn und Ruslan Belcharojew aus Russland Vize-Weltmeister.
Bei den Senioren wurde er erst wieder im Jahre 2010 bei internationalen Meisterschaften eingesetzt. Er wurde dabei in New Delhi Asienmeister vor Aibek Jensechanow aus Kasachstan. Im gleichen Jahr startete er auch erstmals bei der Weltmeisterschaft in Moskau, kam dort aber nur auf den 8. Platz. Er schied dort nach einer Niederlage gegen Tamas Lörincz nach der 4. Runde aus. Auch bei den Asien-Spielen 2010 in Guangzhou kam er über einen 7. Platz nicht hinaus. Sieger wurde dort Saeid Mourad Abdvali aus dem Iran.
Große Fortschritte verzeichnete er dann im Jahre 2011. Er gewann in diesem Jahr bei der Weltmeisterschaft in Istanbul im Leichtgewicht eine Bronzemedaille. Er besiegte dabei Seref Tüfenk aus der Türkei, Plamen Petrow aus Bulgarien, Edgaras Venckaitis aus Litauen und Vitali Rəhimov aus Aserbaidschan. Im Halbfinale verlor er knapp mit 1:2 Runden und 2:3 Punkten gegen Saeid Mourad Abdvali und die Bronzemedaille erkämpfte er sich danach mit einem Sieg in der Trostrunde über Frank Stäbler aus Deutschland.
Den größten Erfolg in seiner bisherigen Laufbahn erkämpfte sich Kim Hyeon-wwo dann bei den Olympischen Spielen in London. Er holte sich dort im Leichtgewicht mit Siegen über Hovhannes Warderesjan, Armenien, Edgaras Venckaitis, Steeve Guénot aus Frankreich, dem Olympiasieger von 2008 und seinem alten Konkurrenten Tamas Lörincz die Goldmedaille. Im April 2013 wurde er in New Delhi Asienmeister im Weltergewicht, in das er Anfang des Jahres gewechselt war. Im Finale besiegte er dabei Hadi Alizadeh Pournia aus dem Iran. Auch bei der Weltmeisterschaft 2013 in Budapest trat er in dieser Gewichtsklasse an. Er besiegte dort Richard Rigo, Slowakei, Yang Bin, China, Veli-Kari Suominen, Finnland und Emrah Kus, Türkei. Im Finale kam es dann zum Duell der beiden Olympiasieger von 2012 Kim Hyeon-woo (Leichtgewicht) und Roman Wlassow, Russland (Weltergewicht). In diesem Duell zweier Spitzenathleten setzte sich Kim knapp durch und wurde damit Weltmeister.
Im April 2014 gewann Kim Hyeon-woo in Almaty in der neuen Gewichtsklasse bis 75 kg Körpergewicht wieder Asienmeister. Er verwies dabei Takehiro Kanakubo aus Japan, Ex-Weltmeister Saeid Murad Abdvali   und Yang Bin aus China auf die Plätze. Im Mai 2014 vertrat er die südkoreanischen Farben beim Mannschafts-Welt-Cup in Teheran, bei dem die Mannschaft des Iran vor Russland und Aserbaidschan siegte. Die südkoreanische Mannschaft belegte den 6. Platz. Kim Hyeon-woo besiegte dabei Karapet Tschaljan, Armenien, Hadi Alizadehpournia, Iran, Elwin Mursalijew, Aserbaidschan und Furkan Bayrak, Türkei.
Im September 2014 siegte Kim Hyeon-woo bei den Asien-Spielen in Incheon/Südkorea. Er verwies dabei im Weltergewicht Takehiro Kanakubo, Japan, Dosschan Kartikow, Kasachstan und Payam Abdeh Saleh Bouyeri Payani, Iran, auf die Plätze. Wegen der Teilnahme an diesen Spielen verzichtete er 2014 auf die Teilnahme an der Weltmeisterschaft.
Im Mai 2015 wurde er in Doha wieder Asienmeister im Weltergewicht vor Atabek Asisbekow, Kirgisistan, Dilschod Turdijew, Usbekistan und Payam Abdeh Saleh Bouyeri Payani. Im September 2015 war er bei der Weltmeisterschaft in Las Vegas am Start. In der Gewichtsklasse bis 75 kg siegte er dort zunächst über Jonas Bossert aus der Schweiz und Viktor Nemes aus Serbien, unterlag dann aber etwas überraschend gegen Dosschan Kartikow aus Kasachstan. Da dieser das Finale nicht erreichte, schied Kim Hyeon-woo aus und belegte nur den 10. Platz.
Im März 2016 holte Kim Hyeon-woo mit einem Sieg beim Olympia-Qualifikations-Turnier in Astana das bei der Weltmeisterschaft 2015 wegen seines 10. Platzes verfehlte Startrecht bei den Olympischen Spielen in Rio de Janeiro nach. In Rio traf er gleich in seinem ersten Kampf auf seinen alten Rivalen Roman Wlassow, gegen den er knapp nach Punkten verlor. In der Trostrunde besiegte er dann Yang Bin aus China und Bozo Starcevic aus Kroatien und sicherte sich dadurch noch eine Bronzemedaille.
Kim setzte seine Laufbahn nach den Olympischen Spielen 2016 fort. Im August 2017 nahm er an der Weltmeisterschaft in Paris in der Gewichtsklasse bis 75 kr teil. nach zwei Siegen unterlag er dort gegen Tamás Lőrincz aus Ungarn und schied aus, da Lörincz das Finale nicht erreichte. Er belegte damit den 7. Platz.
2018 war Kim Hyeon-woo wieder erfolgreicher. Bei den Asienspielen in Jakarta gewann er im August in der neuen Gewichtsklasse bis 77 kg eine Bronzemedaille. Die gleiche Medaille sicherte er sich auch im Oktober 2018 bei der Weltmeisterschaft in Budapest. Nach gewonnenen Kämpfen gegen Karapet Chaljan, Armenien, Bozo Starcevic, Kroatien und Fatih Cengiz, Türkei, verlor er im Halbfinale wieder gegen Tamás Lőrincz. In der Trostrunde sicherte er sich aber mit einem Sieg über Bilan Nalgijew aus Usbekistan eine Bronzemedaille.
Im April 2019 wurde Kim Hyeon-woo in Xi’an/China in der Gewichtsklasse bis 77 kg zum fünften Male Asienmeister. Im Finale besiegte er dabei Gurpreet Singh aus Indien.

## Internationale Erfolge
| Jahr | Platz  | Wettbewerb                                                           | Gewichtsklasse | Ergebnisse |
| 2003 | 1.     | Asiatische Junioren-Meisterschaft (Cadets) in Feng Yuang City/Taiwan | bis 50 kg      | vor Jassin Amiri, Iran und Sagi Isajew, Kasachstan |
| 2005 | 1.     | Asiatische Junioren-Meisterschaft (Cadets) in Oarai/Japan            | bis 63 kg      | vor Plireya Heydariasel, Iran und Atai Koichukulow, Kirgisistan |
| 2006 | 1.     | Asiatische Junioren-Meisterschaft (Juniors) in Abu Dhabi             | Leicht         | vor Aibek Jensechanow, Kasachstan und Afshin Bjabangard, Iran |
| 2006 | 2.     | Junioren-WM in Guatemala-Stadt                                       | Leicht         | hinter Refik Ayvazoğlu, Türkei, vor Tamas Lörincz, Ungarn und Ruslan Belcharojew, Russland |
| 2007 | 3.     | Junioren-WM (Juniors) in Peking                                      | Leicht         | hinter Ruslan Belcharojew, Russland und Aibek Jensechanow |
| 2010 | 1.     | Asien-Meisterschaft in New Delhi                                     | Leicht         | vor Aibek Jensechanow, Kasachstan, Sunil Kumar Rana, Indien und Yang Pengfei, China |
| 2010 | 8.     | WM in Moskau                                                         | Leicht         | Sieger: Ambako Watschadse, Russland vor Armen Wardanjan, Ukraine |
| 2010 | 7.     | Asien-Spiele in Guangzhou                                            | Leicht         | Sieger: Saeid Mourad Abdvali, Iran vor Darchan Bejachmetow, Kasachstan |
| 2011 | 2.     | Welt-Cup in Minsk                                                    | Leicht         | hinter Saeid Mourad Abdvali, vor Michail Semnonow, Belarus und Alexi Bell Caballero, Kuba |
| 2011 | 3.     | WM in Istanbul                                                       | Leicht         | nach Siegen über Seref Tüfenk, Türkei, Plamen Petrow, Bulgarien, Edgaras Venckaitis, Litauen und Witali Rachimow, Aserbaidschan, einer Niederlage gegen Saeid Mourad Abdvali und einem Sieg über Frank Stäbler, Deutschland |
| 2011 | 1.     | FILA-Test-Turnier in London                                          | Leicht         | vor Adam Kurak, Polen, Jarkko Ala-Huikku, Finnland und Artak Margarjan, Frankreich |
| 2012 | 3.     | Welt-Cup in Saransk                                                  | Leicht         | hinter Seref Tüfenk und Rafiq Hüseynov, Aserbaidschan |
| 2012 | 1.     | „Ion-Corneanu“-Memorial in Târgoviște                                | Leicht         | vor Christinel Razvan Motoi, Rumänien und Wuileixis Rivas Espinosa, Venezuela |
| 2012 | 2.     | Trophee Milone in Sassari                                            | Leicht         | hinter Anton Chomenko, Russland, vor Arsen Dschulflakjan, Armenien und Anton Marchl, Österreich |
| 2012 | Gold   | OS in London                                                         | Leicht         | nach Siegen über Hovhannes Warderesjan, Armenien, Edgaras Venckaitis, Steeve Guénot, Frankreich und Tamas Lörincz |
| 2013 | 1.     | Asienmeisterschaft in New Delhi                                      | Welter         | vor Hadi Alizadeh Pournia, Iran, Maksat Jereschepow, Kasachstan und Tomohiro Inoue, Japan |
| 2013 | 1.     | WM in Budapest                                                       | Welter         | nach Siegen über Richard Rigo, Slowakei, Yang Bin, China, Veli-Kari Suominen, Finnland, Emrah Kus, Türkei und Roman Wlassow, Russland                                                                                       |
| 2014 | 1.     | Asienmeisterschaft in Almaty                                         | bis 75 kg      | vor Takehiro Kanakubo, Japan, Saeid Mourad Abdvali und Yang Bin, China |
| 2014 | 1.     | Intern. Turnier in Olympia/Griechenland                              | bis 75 kg      | vor Ewgeni Pentorets, Griechenland und Juan Angel Escobar, Mexiko |
| 2014 | 1.     | Asien-Spiele in Incheon/Südkorea                                     | bis 75 kg      | vor Takehiro Kanakubo, Japan, Dosschan Kartikow, Kasachstan und Payam Abdeh Saleh Bouyeri Payani, Iran |
| 2015 | 1.     | Asienmeisterschaft in Doha                                           | bis 75 kg      | vor Atabek Asisbekow, Kirgisistan, Dilschod Turdijew, Usbekistan und Payam Abdeh Saleh Bouyeri Payani |
| 2015 | 1.     | Großer Preis von Spanien in Madrid                                   | bis 75 kg      | vor Arsen Dschulfalakjan, Armenien, Seref Tüfenk, Türkei und Nikolai Daragan, Ukraine |
| 2015 | 1.     | „Ion-Corneanu“-Memorial in Bukarest                                  | bis 75 kg      | vor Florian Neumaier, Deutschland, Henri Esko Välimäki, Finnland und Igor Besleaga, Moldawien |
| 2015 | 10.    | WM in Las Vegas                                                      | bis 75 kg      | nach Siegen über Jonas Bossert, Schweiz und Viktor Nemes, Serbien und einer Niederlage gegen Dosschan Kartikow, Kasachstan                                                                                                  |
| 2015 | 1.     | Golden-Grand-Prix in Baku                                            | bis 75 kg      | vor Payam Abdeh Saleh Bouyeri Payani, Mark Overgaard Madsen, Dänemark und Ramin Taherisartang, Iran |
| 2016 | 1.     | Olympia-Qualifikations-Turnier in Astana                             | bis 75 kg      | vor Dilschod Turdiew, Usbekistan, Atabek Asisbekow, Kirgisistan und Yang Bin, China |
| 2016 | 2.     | „Wladyslaw-Pytlasinski“-Memorial in Spala/Polen                      | bis 75 kg      | hinter Mark Overgaard Madsen, vor Yang Bin und Waleri Palenski, Belarus |
| 2016 | 2.     | Großer Preis von Deutschland in Dortmund                             | bis 80 kg      | hinter Selçuk Çebi, Türkei, vor Fawzy Rashad Mohammed Mahmoud, Ägypten und Edurard Sargsjan, Armenien |
| 2016 | Bronze | OS in Rio de Janeiro                                                 | bis 75 kg      | nach einer Niederlage gegen Roman Wlassow und Siegen über Yang Bin und Bozo Starcevic, Kroatien |
| 2017 | 7.     | WM in Paris                                                          | bis 75 kg      | nach Siegen über Angelo Rafael Marquez Moreira, Brasilien und Shohei Yabiku, Japan und einer Niederlage gegen Tamás Lőrincz                                                                                                 |
| 2017 | 7.     | „Bolat-Turlychanow“-Memorial in Alma-Ata                             | bis 75 kg      | Sieger: Fatih Cengiz, Türkei vor Mindia Zulukidse, Georgien |
| 2017 | 1.     | „Dave-Schultz“-Memorial International in Colorado Springs            | bis 77 kg      | vor RaVaughn Perkins, USA |
| 2018 | 1.     | „Giwi Kartosija & Wachtang Balawadse“-Memorial in Tiflis             | bis 77 kg      | vor Mohammadali Abdollhamid Geraei, Iran, Rafael Junusow und Ruslan Wardanjan, beide Russlend |
| 2018 | 3.     | Asienspiele in Jakarta                                               | bis 77 kg      | hinter Mohammadali Abdolhamid Geraei und Akschol Machmudow, Kirgisistan, gemeinsam mit Yang Bin, China |
| 2018 | 3.     | WM in Budapest                                                       | bis 77 kg      | nach Siegen über Karapet Chaljan, Armenien, Bozo Starcevic und Fatih Cengiz, einer Niederlage gegen Tamás Lőrincz und einem Sieg über Bilan Nalgijew, Usbekistan                                                            |
| 2018 | 1.     | „Bolat-Turlychanow“-Memorial in Alma-Ata                             | bis 77 kg      | vor Dimitri Petaikin und Irakli Kalandija, beide Russland und Schasulan Maratow, Kasachstan |
| 2019 | 3.     | Großer Preis von Zagreb                                              | bis 77 kg      | hinter Bozo Starcevic und Yunus Emre Basar, Türkei |
| 2019 | 3.     | Großer Preis von Ungarn in Győr                                      | bis 77 kg      | hinter Viktor Nemes, Serbien und Dimitri Pyschkow, Ukraine |
| 2019 | 1.     | Asienmeisterschaft in Xi’an/China                                    | bis 77 kg      | vor Gurpreet Singh, Indien, Tamerlan Schadukajew, Kasachstan und Mohammadali Abdolhamid Geraei |
| 2019 | 1.     | Sassari City Matteo Pellicone Memorial                               | bis 77 kg      | vor Zoltan Levai, Ungarn, Georgios Prevolarakis, Griechenland und Tamás Lőrincz |

Erläuterungen
- alle Wettkämpfe im griechisch-römischen Stil
- OS = Olympische Spiele, WM = Weltmeisterschaft
- Leichtgewicht, Gewichtsklasse bis 66 kg, Weltergewicht, bis 74 kg Körpergewicht (bis 31. Dezember 2013); seit 1. Januar 2014 gilt eine neue Gewichtsklasseneinteilung durch den Internationalen Ringerverband FILA, die durch die Nachfolge-Organisation UWW (United World Wrestling) seither schon wieder zweimal geändert wurde, so dass eine Benennung der Gewichtsklassen mit Namen, so wie es seit Bestehens des Ringens üblich war, nicht mehr möglich ist
- Ringer-Welt-Verband FILA 2014 umbenannt in UWW (United World Wrestling)